# Ida Opitz
Ida Opitz (* im 19. Jahrhundert; † nach 1923) war eine deutsche Politikerin (USPD).

## Leben
Ida Opitz wurde Mitglied der Unabhängigen Sozialdemokratischen Partei (USPD) und zog 1919 als Arbeiterfrau in Gera in den Landtag Reuß jüngerer Linie. Dort war sie eine der drei Frauen unter 18 Männern. Sie wirkte dann von 1919 bis 1923 im gemeinsamen Landtag der beiden Freistaaten Reuß (Volksstaat Reuß). In diesem trafen 1919 vier Frauen auf 32 Männer. Am 31. März 1921 schied Opitz aufgrund der Verkleinerung der Gebietsvertretung aus, trat jedoch am 2. April 1921 als Nachrückerin wieder ein. 
In den Landtagen des Landes Thüringen, in dem der Volksstaat Reuß aufging, hatte Opitz kein Mandat.